# Carolina Guerra
Pour les articles homonymes, voir Carolina et Guerra.
Carolina Guerra, née le 31 juillet 1986 à Bogota, est une actrice, chanteuse, mannequin et animatrice de télévision colombienne.

## Biographie
Carolina Guerra a représenté Bogota lors d'un concours à Miss Colombie. Elle a travaillé pour la chaîne de télévision Mega.
En 2015, elle tient l'un des deux rôles principaux, avec Olga Segura, du film lesbien La luciérnaga d'Ana Maria Hermida.
Son époux est David Reuben Jr. depuis 2019. Son fils Rocco est né le 24 décembre 2021.

## Filmographie
- 2007 : Nuevo rico, nuevo pobre (es) (série télévisée) : Britney
- 2007 : Montecristo (es) (série télévisée) : Érika Castaño
- 2009 : Regreso a la guaca (série télévisée)
- 2009 : ¡Viva el sueño! (série télévisée) : Co-Host
- 2010 : Hilos de amor (série télévisée) : Scarlett García
- 2010 : El cartel 2 - La guerra total (série télévisée) : Victoria 'Vicky' Puerta
- 2010 : La diosa coronada (es) (série télévisée) : Raquel Santamaria Cruz
- 2010-2011 : Open-Hearted (série télévisée) : Violeta Botero
- 2012 : La ruta blanca (série télévisée) : Fanny Salazar
- 2012 : La Lectora : La Lectora
- 2012 : Restos
- 2013 : The Damned : Gina
- 2013 : Colombia's Next Top Model (série télévisée) : elle-même (une invitée)
- 2014 : Creative Continuity (série télévisée) : elle-même
- 2014 : Da Vinci's Demons (série télévisée) : Ima
- 2014 : 5 : 5
- 2015 : Oro y Polvo : Marisela
- 2015 : La luciérnaga (The Firefly) : Lucia
- 2016 : Powder and Gold